# Косьорув (Лодзинське воєводство)
Косьорув (пол. Kosiorów) — село в Польщі, у гміні Ґура-Свентей-Малґожати Ленчицького повіту Лодзинського воєводства.
У 1975-1998 роках село належало до Плоцького воєводства.